# Ночь живых мертвецов 3D
«Ночь живых мертвецов 3D» (англ. Night of the Living Dead 3D) — фильм, снятый в технологии стерео-эффекта режиссёром Джеффом Бродстритом по сценарию Джорджа Ромеро, при участии мастера по спецэффектам и гриму Тома Савини. Является ремейком фильма «Ночь живых мертвецов» (1968).

## Сюжет
Барбара и Джонни с опозданием приезжают на похороны тёти. По дороге Джонни ругается, что мать никогда не любила тётю, а именно сейчас вдруг ей понадобилось притворяться. Он всячески ворчит. Они приезжают на кладбище и никого не находят. Однако гроб стоит и рядом находятся машины.
Джонни это не нравится. Предложив Барбаре остаться, он собирается уезжать. Направляясь к машине, он отбивается от напавших на него каких-то людей, похожих на бродяг. Не справившись с ними, бросив Барбару, Джонни садится в машину и уезжает.
Барбара убегает. По дороге она отбивается от различных мертвецов. Вначале пытается спрятаться в местном похоронном бюро. Но оказывается, что там полно ходячих. Там она видит гробовщика, бьющего мертвецов лопатой. Однако некоторые мертвецы не очень агрессивно к нему настроены — с одним из них, удерживая его лопатой, он танцует.
Сбежав из похоронного бюро и встретившись по дороге с «мамой», Барбара попадает в лес. Темнеет. Пытаясь дозвониться до Джона, получает от него SMS — «Барбара, иду за тобой». Но его она так и не дождалась — на неё нападает пара мертвецов, телефон разбивается и лишь появившийся невесть откуда мотоциклист вдруг спасает её и отвозит на ферму неподалёку к своим друзьям — Куперам. Барбара пытается упросить их вызвать полицию. Но Куперы отказываются это сделать. Ей не верят. Они смотрят фильм «Ночь живых мертвецов» и эта идея кажется им абсурдной. Также на ферме есть плантация конопли.
В это время маленькую дочь Куперов, подслушивающую их разговор через окно, кусает подползший мертвец.
В конце концов, договорившись, что Генри Купер отвезёт Барб в город на грузовике, открыв дверь, они натыкаются на мертвеца. Он кусает рабочего фермы Генри Купера. Зомби пытаются убить ножом, но безрезультатно. Лишь Барбара попав в голову зомби ножеточкой убивает его. Теперь Барбаре верят и начинают укреплять вход в дом. Закрываются все двери и заколачивают окна.
Однако позвонить они уже не могут. Оборвана телефонная линия. Также не работает телевизор. Выясняется также, что в доме у Куперов нет сотовых телефонов. Купер мотивирует их отсутствие тем, что они вызывают рак, и что через них на людей наводятся ракеты. А также правительство пытается через них выследить Осаму Бен Ладена.
Генри достаёт из сейфа два кольта. Бэн сетует на то, что это не автоматы или дробовики. План — прорваться к машине. Однако он отпадает, когда в машине пытается спастись парочка, занимавшаяся любовью в сарае — Том и Джуди. Джуди бежит от сарая и запрыгивает в машину. Том пытается помочь ей выбраться из неё, но их окружает толпа зомби. Зомби кусают Тома, разбивают стекло машины, убивают Джуди.
Генри отправляется спасать свою дочь. Но Бэн отбирает у него револьвер и говорит, что она либо спряталась, либо мертва. После недолгих препирательств они видят, как спускается по лестнице дочь Купера, ставшая зомби. Генри против, чтобы её убивали, но она набрасывается на него, и Бэн стреляет ей в голову. Генри укушен в шею, и ему делают перевязку.
В это время гробовщик с лопатой подбегает к дому. Он просит впустить его. В доме просит воды, но никто не дает её. После рассказа Барбары ему никто не доверяет. Гробовщик начинает объяснять ситуацию.
Ему достался крематорий в наследство от отца, но сам он боится огня. Поэтому покойников не сжигает, отдавая родственникам лишь пустые урны. Его лицензия просрочена, и узнав об этом, кто-то его шантажирует, предлагая в обмен на молчание сжигать фармацевтические отходы. Но и их он решает сберечь от огня.
Однажды эти препараты случайно попадают на инструменты. Покойники вдруг начинают оживать, но так как этот процесс происходит медленно, он контролирует оживших мертвецов, заботится о них. Но однажды мертвецов стало слишком много.
В разговоре выясняется, что укушенный ими сам превращается в подобное существо. Но только на этот раз процесс молниеносен. Тут просыпается работник. Он говорит Бэну, что слишком голоден. Бэн замечает, какой он холодный.
Гробовщик поясняет, что он мёртв, а его речь — последняя борьба за жизнь слабеющего мозга. Вооружившись лопатой, он собирается убить работника. Бэн до последнего не верит в это, и лишь когда работник набрасывается на него, позволяет гробовщику раскроить ему напополам голову.
Затем гробовщик предлагает отправиться к нему домой, чтобы вызвать полицию. Когда его спросили, откуда он знает об обрыве связи, рассказал, как машина врезалась в столб. В ней был погибший Джонни.
Все разделяются на две группы. Куперы запираются в комнате дочери и ждут подмоги а гробовщик Джуниор ведёт к своему дому Бена и Барбару.
Хелли и Генри через неизвестный промежуток времени приняли решение покончить с жизнью.
По дороге они находят машину. Возможно, получится её завести. Барб замечает, что замедляет шаг. Но Бен уверенно говорит, как скоро они будут в полицейском участке. Неожиданно гробовщик оглушает его по голове лопатой и запирает в багажнике.
Барбара бросается бежать и попадет в тёмный дом. Что-то липкое на полу. Вдруг появляется гробовщик и включает свет. И велит ей быть осторожной. Барбара видит отца Джуниора. Он зомби, но беззубый. Джуниор даёт ему слизать с своих рук свежую кровь Бэна.
Заботиться о живых мертвецах — это предназначение гробовщика. Барбара же его обзывает сумасшедшим и, играя на сыновьих чувствах, подносит оказавшуюся под рукой зажигалку к руке отца и поджигает. В возникшей суматохе Барб пытается угнать машину, но удар настигает и её, она теряет сознание. Очнувшись в морге со связанными руками, она понимает, что гробовщик собирается её убить, а потом «оживить».
Когда он затаскивает её в лабораторию, Барб толкает гробовщика в толпу ходячих мертвецов. Пока они пытаются укусить его, Барбара спускается к машине. Со связанными руками она заводит её и, врезавшись задом в стенку, вскрывает багажник. Тем временем спустившийся гробовщик кидает острый инструмент, разбив при этом стекло. Разрезав осколками стекла путы из липкой ленты, Барб и Бэн пытаются сбежать. Они находят оставленный пистолет, и лишь закрыв гараж, видят, что у Бена из груди торчит монтировка, пробившая его насквозь. Значит, он уже умер.
Барб использует для него последнюю пулю.
Фильм заканчивается на сцене открытия гаража и выхода из него мертвецов навстречу Барбаре. Картинка превращается в комикс и отходит на задний план, уступая место чёрно-белым титрам.

## В ролях
| Актёр           | Роль               |
| --------------- | ------------------ |
| Брайана Браун   | Барбара            |
| Джошуа ДэсРокес | Бен                |
| Сид Хэйг        | Джеральд Тауэр-мл. |
| Грег Трэвис     | Генри Купер        |
| Джоанна Блэк    | Гелли Купер        |
| Адам Чэмберс    | Оуэн               |
| Кен Уорд        | Джонни             |
| Алиния Филлипс  | Карен Купер        |
| Эндрю Йост      | Том                |
| Кристиан Майкл  | Джуди              |